# Иконопис
Иконопис, от „икона“ и „изписвам“ (рисувам) е вид изобразително изкуство тясно свързан с християнството и разпространен най-вече в източноправославния свят. В античността с понятието „εικών“ („икон“) са обозначавали обикновените изображения (на философи, владетели, атлети, куртизанки), за да ги разграничат от изображенията на божества. В християнската традиция терминът е придобил противоположно значение. Иконопистта е забранена в исляма.

## Произход
Според легендата за цар Авгар, разказана от епископ Евсевий Кесарийски, първообраз на всички икони е ленената кърпа („Убрус“) с която Христос подсушил лицето си. Този разказ утвърждава божествения, неръкотворен произход на иконописното изкуство.
Корените на иконописта са в раннохристиянската епоха (3 – 5 век). Най-древните изображения от този род са открити в подземните галерии (катакомби) обитавани от християни преди утвърждаването на християнството като официална религия в Римската империя – 313 г. В катакомбата „Присцила“ е запазено изображение, представящо кърмещата Богородица, което впоследствие ще се превърне в иконографската композиция „Богородица Млекопитателница“. Някои антични сюжети биват преработени и получавайки нова трактовка поставят началото на този нов тип изкуство. Добре известната жанрова статуетка „Добрият пастир“ се превръща в изображение на Христос връщащ в правата вяра заблуден мирянин. Предполага се, че изображението на свети Георги побеждаващ дракона се корени в Аполоновата победа над Питон.
Едни от най-ранните образци на иконописта, запазени до днес, са изпълнени в енкаустична техника. Те произхождат от синайския манастир „Света Екатерина“ в Египет и датират от 5 – 7 век. В тях все още е запазена пластичната моделировка, характерна за античното изкуство. Стилът, техниката, както и областта, от която произхождат, отвеждат към традициите на фаюмския портрет.

## Никейският събор от 787 г.
В епохата на иконоборството съществува кратък период, в който иконопочитателите надделяват (787 – 815 г.). В Никея е свикан Седмият вселенски събор (известен в изкуствознанието и като Никейски събор), на който се определя кое е позволено и кое не при иконописните изображения. Създадените канони са наложени реално едва в 11 век и определят цялото по-нататъшно развитие на иконописта.

## Византийска иконопис
Византийската империя е тази, която налага иконописното изкуство, създава основните му правила, определя тенденциите му. Разпространявайки православието и налагайки културата си сред околните народи тя им предава и иконописните си традиции. Българската, сръбската, руската, румънската иконопис са силно повлияни от Византия, което не им пречи да имат свои характерни особености. Влияние Византия оказва и върху средновековното западноевропейско изкуство, особено върху венецианското.
Основни етапи в развитието на Византийската иконопис са:
- Юстинианов ренесанс (6 – 7 век)
- Иконоборски период (8 – 9 век)
- Иконопис на Македонската династия (9 – 10 век)
- Иконопис от периода (10 – 12 век)
- Палеологов ренесанс (13 – 14 век)[1]

## Иконописта в Западна Европа
До ренесансовата епоха византийската иконопис оказва силно влияние върху западното изкуство, най-вече в Италия. Творчеството на сиенеца Дучо ди Буонинсеня и флорентинския майстор Чимабуе е характерен пример в това отношение. Особено силно е византийското влияние във Венеция, която поддържа тесни търговско-политически връзки с Византия и Източна Европа. Тук то се запазва, дори когато останалото италианско изкуство тръгва по друг път на развитие. Украсата на екстериора и интериора на катедралата „Сан Марко“ са чудесен образец на византийско изкуство и иконопис.

## Български иконопис
Появява се в средновековното българско изкуство с приемане на християнството през 864 г. и има за първообраз византийската иконопис, но на места тя се смесва със съществуващите традиции. Уникални са керамичните икони на Плисковско-Преславската култура. За основа се използва пано от керамични плочки, върху които се рисува с ярки бои. Изразните средства са плоско декоративно петно и контур. Закръглените, живи лица се различават от съвременните им византийски образци. Поради крехкостта на материала, до нас са достигнали малко произведения на този стил, при това във фрагментарен вид. Сред относително запазените произведения е известната керамична икона „Свети Теодор Стратилат“.
В епохата на Втората българска държава в иконописта съществуват две основни течения: народностно и дворцово. Първото е свързано с народните традиции, а второто произлиза от живописта на Търновската художествена школа и е повлияно от Палеологовия ренесанс. Сред най-известните образци на българската иконопис от периода са двустранната икона „Богородица Катафиги и свети Йоан Богослов“ („ Погановската икона“) от 1396 г., „Богородица Елеуса“ – двустранна икона произхождаща от Несебър (13 – 14 век), „Богородица Одигитрия“, от Несебър, с богат сребърен обков.
Във времената, когато България е част от Османската империя, иконописта заедно със славянската писменост и християнството спомага за съхраняване на народностно самосъзнание на българите.
Известен български иконописец от XVI – XVII век е свети Пимен Зографски. Един от най-често срещаните персонажи в българската иконопис е свети Иван Рилски.
Възраждането носи обновление в иконописта. Новият стил е близо до народните традиции, без да влиза в противоречие с каноните на жанра. Ярки, жизнерадостни цветове, персонажи в съвременни на епохата костюми, често изобразяване на български царе и патриарси – светци (позабравени в епохата на османското владичество) са сред отличителните белези на възрожденската иконопис. Зараждат се нови школи: Самоковската, Тревненската, Дебърска и други. Сред изтъкнатите иконописци на епохата са Захарий Зограф, Никола Образописов, Станислав Доспевски. За разлика от предходните времена, възрожденските зографи рядко са духовни лица.

## Руска иконопис
Зараждането на националните традиции на руската иконопис се извършва в периода 12 – 13 век, но нейният разцвет настъпва след отхвърлянето на татарското иго, в 14 – 16 век. Около 1400 г. в Русия творят Даниил Чорни, Теофан Грек и Андрей Рубльов, а около 1500 г. Дионисий със синовете си, всеки от които се отличава със свой характерен стил и похвати.
През 17 век в руската иконопис настъпва известен застой, свързан с така наречените Смутни времена и нарастващата схоластика. Влияние тук оказва и проникващото в Русия западноевропейско изкуство. Според Л. А. Успенски процесът е характерен за иконописта в целия православен (византийски) свят изобщо. Същият автор отбелязва тенденцията за превръщане на иконописта в занаят (в няколко села около град Владимир (Русия): Холуй, Палех и Мстьора), което води до спад в художествената и стойност. Твърдението се подкрепя от указа, издаден от цар Алексей Михаилович през 1668 г., забраняващ неизкусната иконопис.
След реформите на Петър I, в Русия навлиза силно западноевропейско влияние, което се отразява на отношението към иконописта.
В 18 век иконописното изкуство отстъпва пред барока. Показателен е фактът, че руската императрица Екатерина II заповядва иконостасът на Андрей Рубльов в Успенския събор да бъде заменен с друг, в бароков стил.
През 19 век заедно с интереса към руските народни традиции се възражда и иконописта. Това което пречи на нейната по-широка популярност, са сковаващите доктрини на класицизма.
Когато в края на 19 и началото на 20 век се утвърждава нов художествен мироглед, византийското изкуство бива преоткрито както в Западна Европа, така и в Русия. Иконописта, която бива считана преди за архаизъм, отново става равностойна на останалите изобразителни изкуства.
След създаването на СССР, иконописта няма условия за нормално развитие. По време на диктатурата на Сталин са унищожени множество храмове, стенописи и икони.
След Перестройката изискванията на социалистическия реализъм отпадат и творческата свобода е възстановена.

## Техника
- Класическа техника: при нея се използва грундирана дървена повърхност (липа, орех, бук и други, обикновено според спецификата на района, в който се иконописва) и темперни бои. Ореолите могат да бъдат покрити със сребърен обков, който понякога обхваща цялата икона с изключение на лицето. Някои икони са изрисувани от двете страни. В Средновековието те участват в тържествени религиозни процесии.

- Енкаустика: при тази древна техника пигментите на боите се смесват с разтопен восък и се нанасят горещи върху дъската. Работи се с нагорещени шпатули. Днес тази техника се използва рядко.

- Мозаечни икони: изработват се от многоцветни керамични, каменни или мраморни кубчета с големина от 1 cm до 1 mm. Понякога се покриват с тънък слой стъкло, за да добият блясък. Друга техника е мозайка от стъклокерамика или смалт. При нея материалът се излива предварително в определени цветови нюанси, като палитрата е особено богата и може да достигне хиляди цветове. Кубчетата се оформят ръчно със специални инструменти. За нимбовете на светците и фоновете се ползват стъклени кубчета, отлети с тънък слой златен варак.

- Стенопис: иконописта се използва и при изписване стените на християнските храмове. В зависимост дали се рисува на прясна или изсъхнала мазилка се разграничава като мокро фреско (буон фреско) или мокро в мокро, при нея върху мокра варова мазилка се рисува с чисти пигменти смесени с вода, и (fresco secco) или „сухо фреско“, при което се работи върху суха мазилка и се употребяват бои на водна основа или темпера.

- Нетрадиционни материали: икони се изобразяват и с помощта на някои нетрадиционни материали. В България през 10 век са изработвани керамични икони. В Румъния съществува техника на рисуване на икони върху стъкло.

## Особености, наложени от канона
Освен особеностите, характерни за отделните живописни разновидности – темпера, енкаустика и други, иконописта спазва и някои специфични предписания, които не са обусловени от технологията на живописта. Например първо се прави позлатата, след това т.нар. „долично“ изображение пейзажи, облеклото на изобразяваните светци. Най-накрая е „личното“, т.е. изписването на лицата на светците. Добавянето на обков има формален характер и според много богослови е доказателство за профанизирането на разбирането за икона. Въпреки това съществуват обкови с високо-художествени качества.

## Изразни средства
Както всяко изкуство иконописта има свои изразни средства съобразени с идеите, които иска да внуши: обратна перспектива, художествена деформация (издължени пропорции на фигурите и лицата, нереално големи очи и малки устни), опростена светлосянка, разномащабност във фигурите и други. Целта е да се постигне внушение за един нереален духовен мир, различен от земния.